# Damias germana
Damias germana är en fjärilsart som beskrevs av Rothschild 1912. Damias germana ingår i släktet Damias och familjen björnspinnare. Inga underarter finns listade i Catalogue of Life.